# Ai To’os

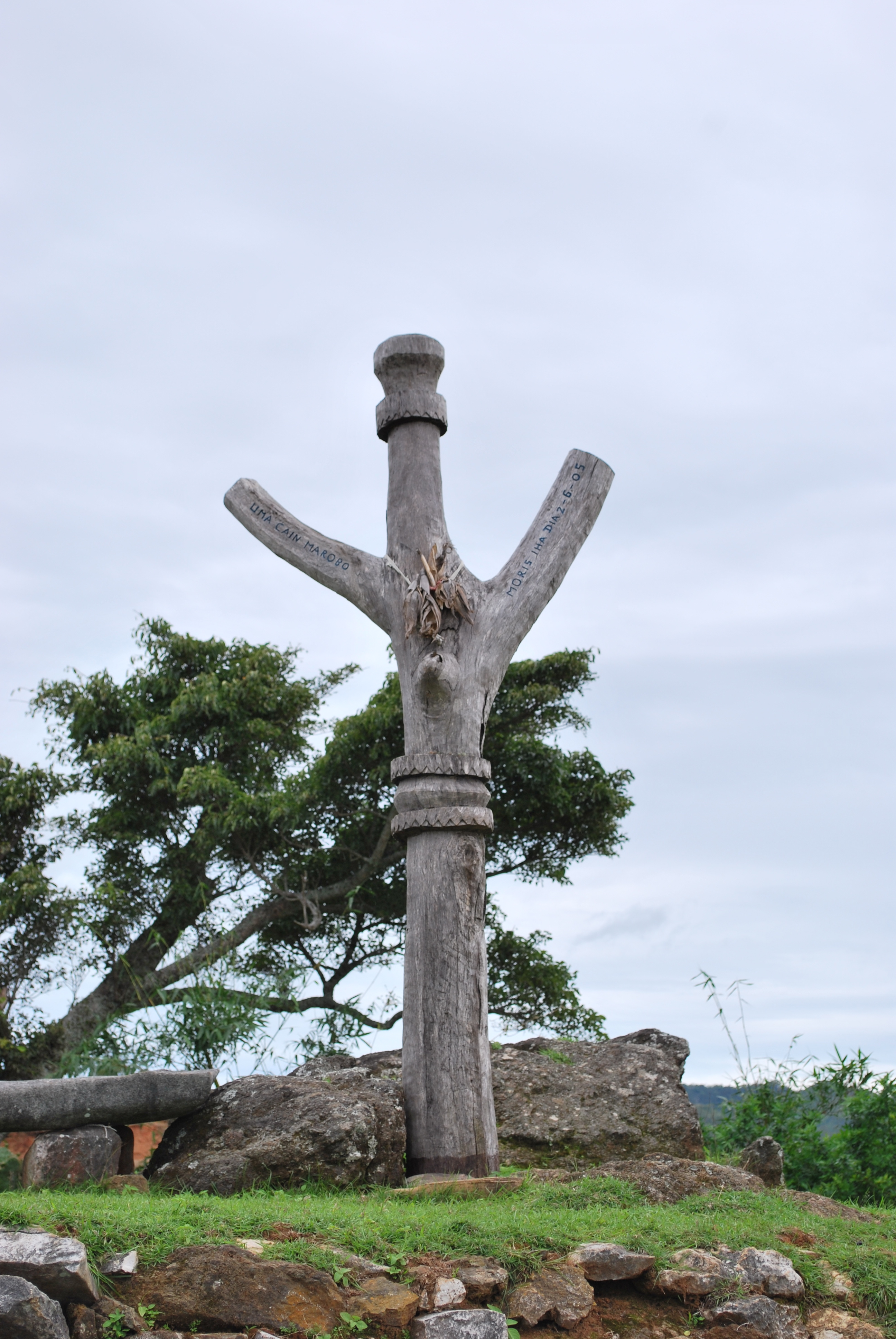
À Maubisse.

Un Ai To'os ou Ai-Toos (tétoum pour "arbre de jardin" ou "arbre de champ") est un tronc d'arbre nu érigé au Timor oriental comme symbole de protection, pour demander l'aide des ancêtres ou pour que la terre reste fertile et le peuple prospère,. 
L'Ai To'os représente une union de la pierre et du bois (tetum fatuk ho ai), symbolisant l'union du monde humain avec la nature. Le tronc d'arbre est encastré dans le sol et encadré par des dalles de pierre. La plate-forme de pierre (fatuk bossok) est un autel de la croyance traditionnelle timoraise. Habituellement, l'Ai To'os a les trois bras tendus vers le haut. 
Des cérémonies peuvent y être organisées, avec sacrifice éventuel d'un animal.  Par exemple, un cochon, lors de l'érection d'un Ai To'os dans la capitale nationale Dili en 2019, qui était censée apporter protection et prospérité au gouvernement et au pays tout entier. La cérémonie s'est déroulée en présence des anciens de toutes les communautés du Timor oriental et du Premier ministre du Timor oriental.
On peut aujourd'hui aussi en trouver devant certaines églises ou uma luliks.
Le Secrétariat d'État à la culture du Timor-Leste a publié un catalogue en 2012 avec une collection de divers At-To'os.

## Galerie

Photos
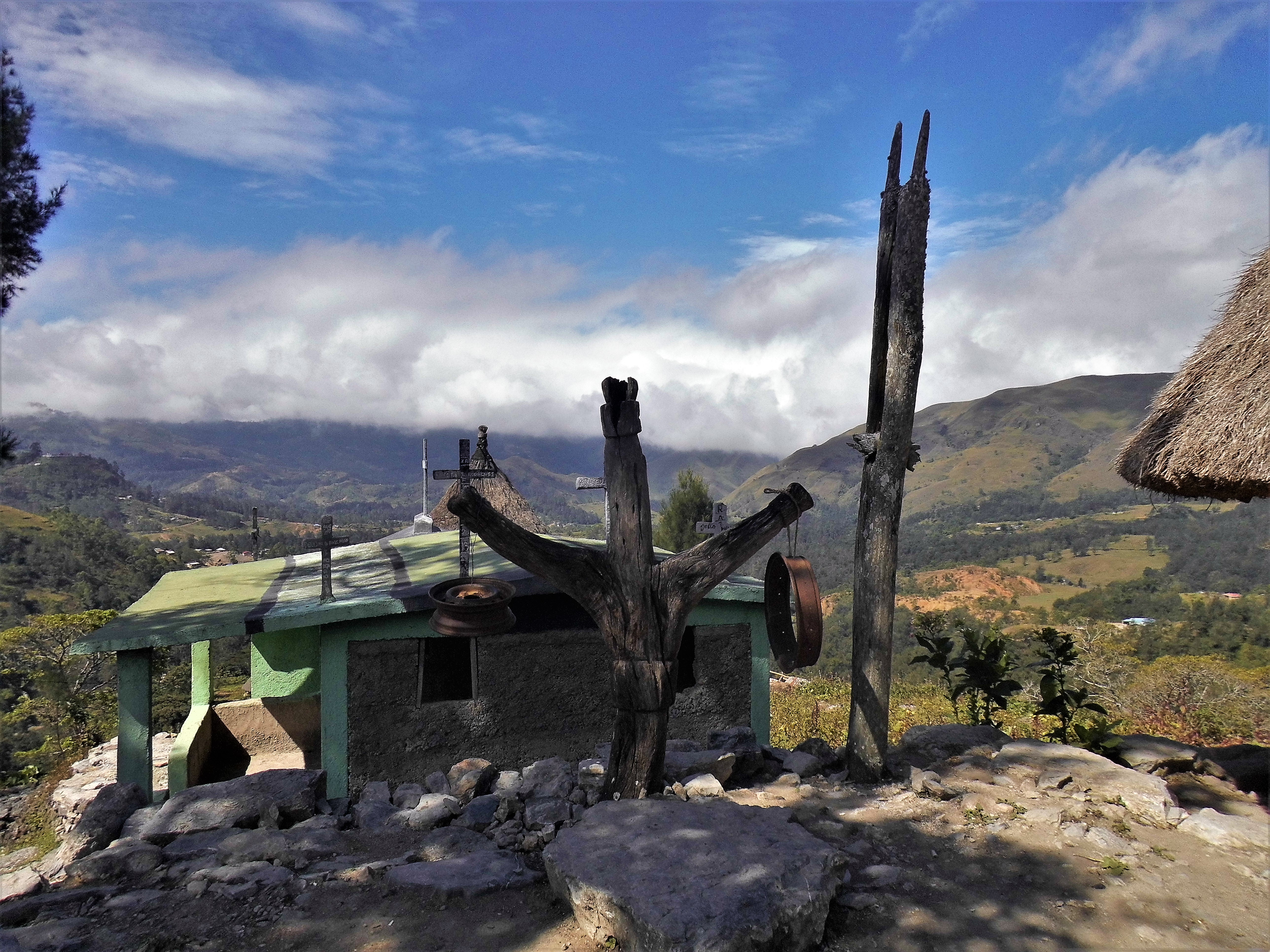
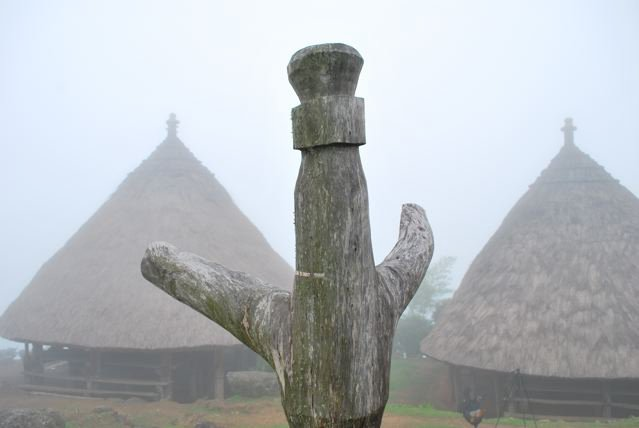
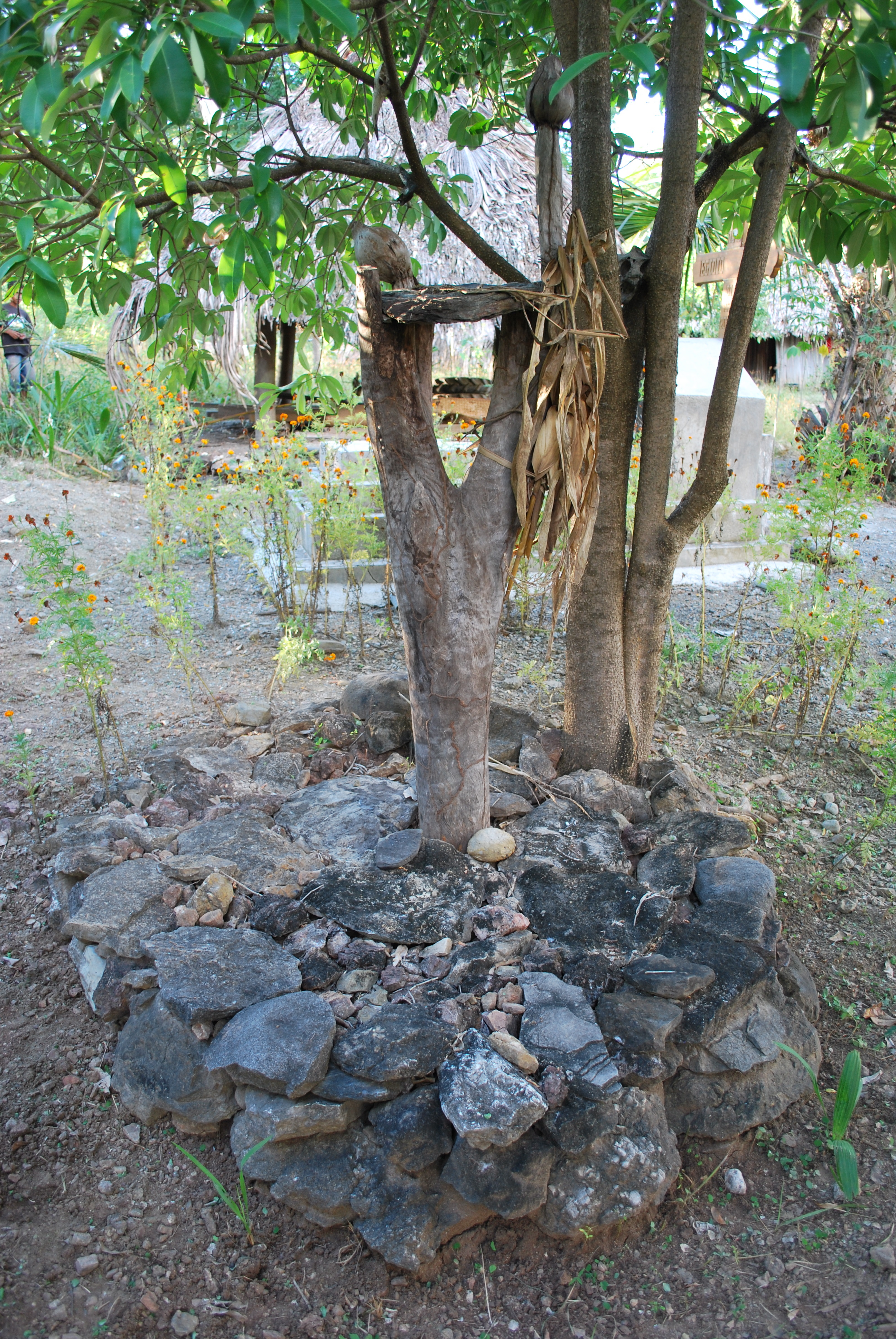
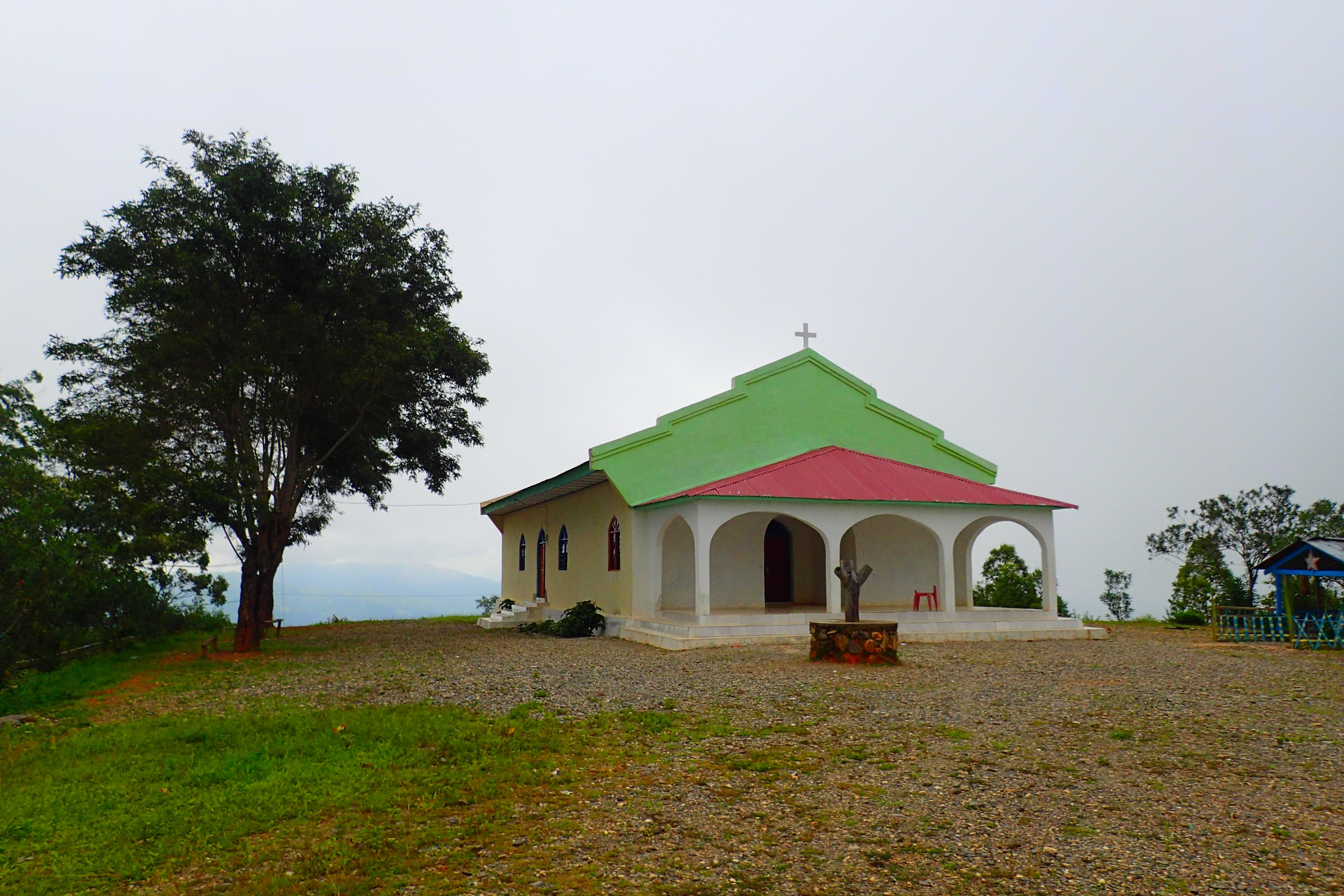

Cérémonies
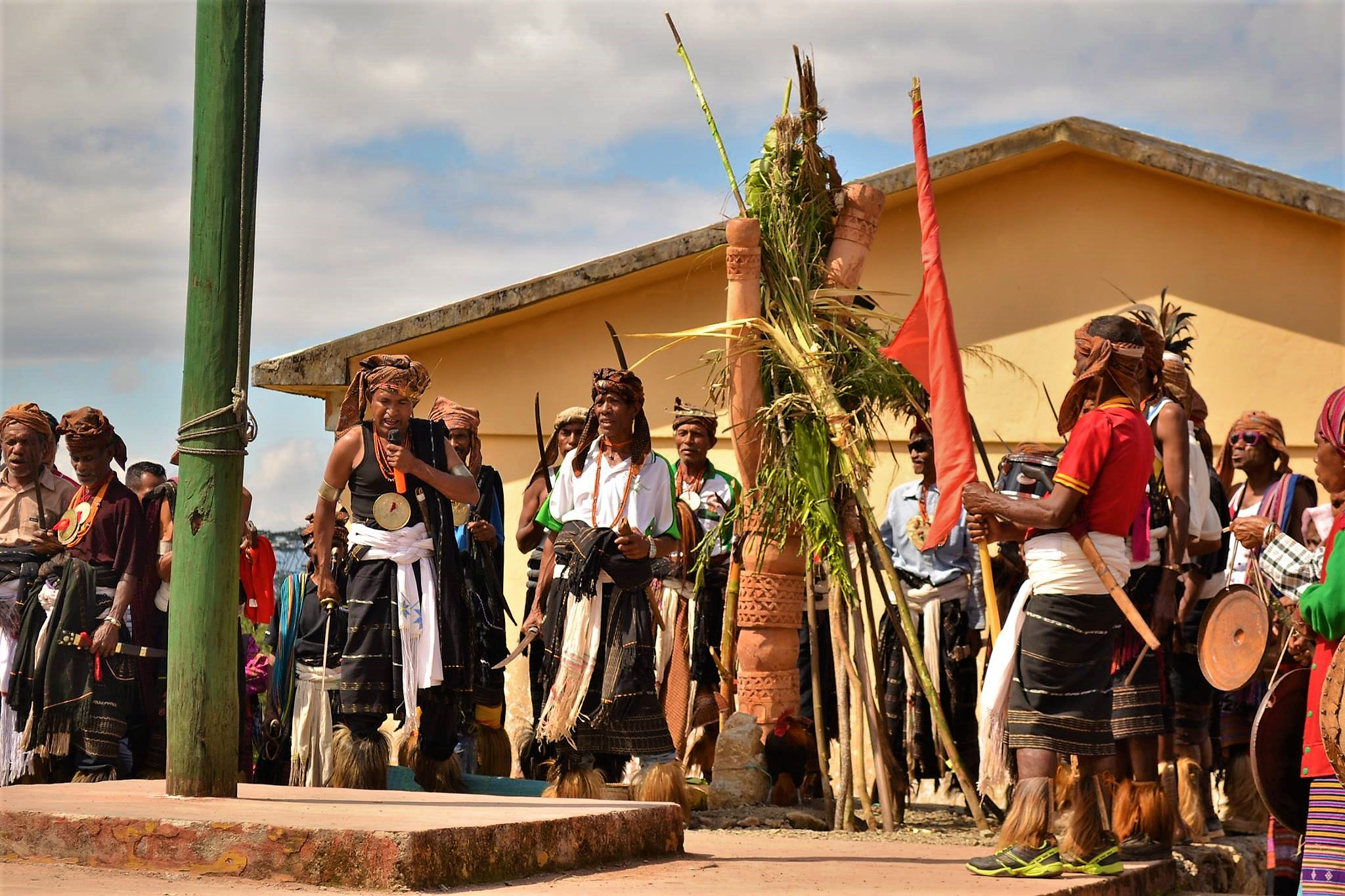
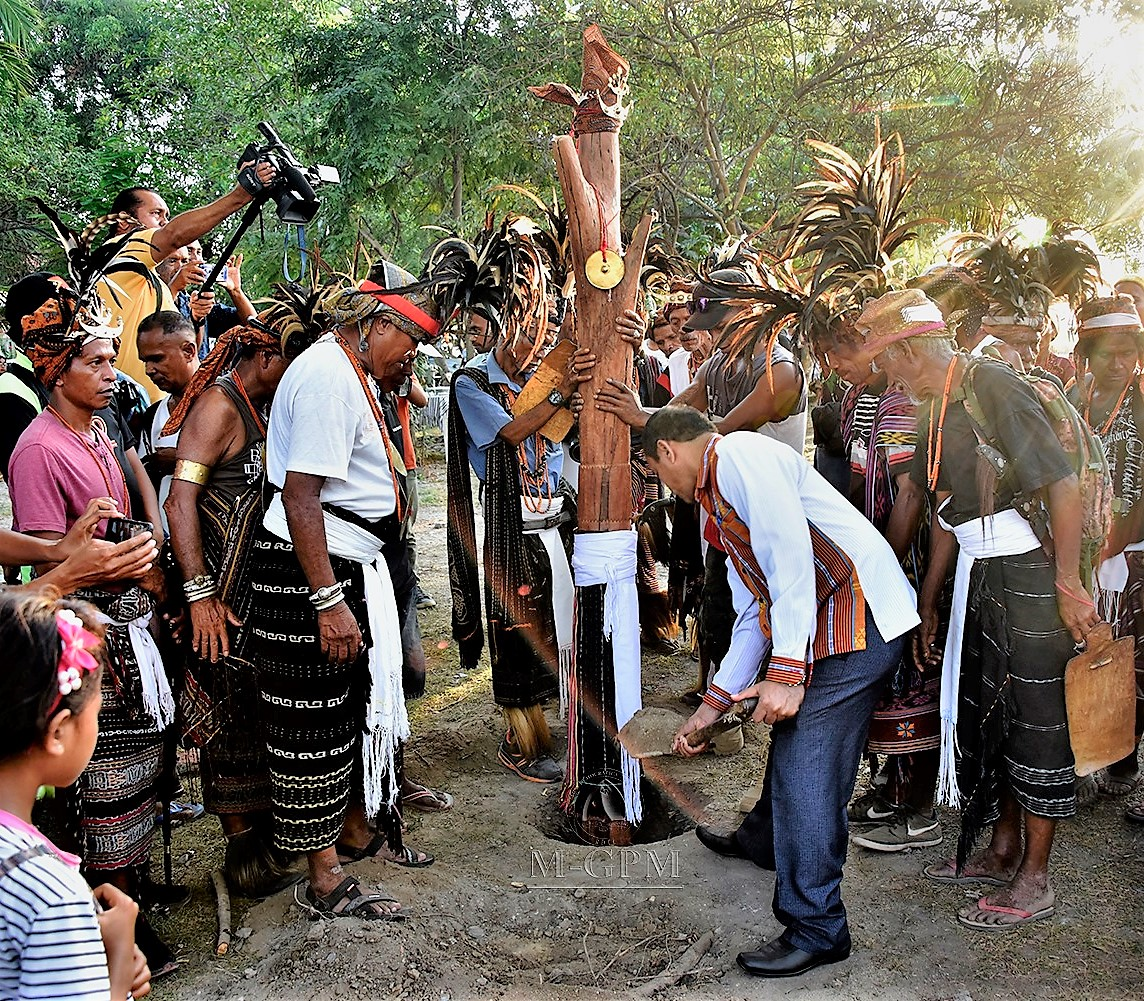
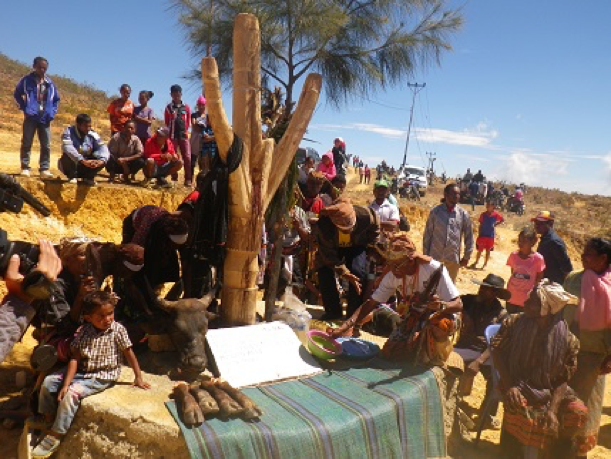